# Liste der Erzbischöfe von Auch
Die folgenden Personen waren Bischöfe und Erzbischöfe von Auch (Frankreich):
- Citerius
- Anfronius
- Aprunculus
- Ursinianus
- ca. 400: Orientius
- 451: Armenthaire
- Minere I.
- Justin
- 506–511: Nicetius
- Perpetue
- Minerve II.
- Alecius I.
- Amelius
- Salvius
- Porchaire
- Proculeianus I.
- Priscius
- 533–551: Proculeianus
- 553: Marcel
- Virgil
- Polemius
- Alecius II.
- 583: Eonius
- Paulin
- 585: Faustus
- 585: Saius
- Cithorius oder Citherius
- Titomius I.
- um 608: Dracoald I.
- 627: Audericus
- 646: Domninus
- 655: Lizier
- Dracoald II.
- Tertora
- 675: Leotadus
- 718: Paterne oder Patrice
- Titomius II.
- Anerius oder Avenus
- Erinald
- Loup
- Aster
- Asuarius
- Revel
- Galin oder Salvin
- Mainfroi
- um 800: Johann I.
- Ardoin oder Oloin
- 836: Isimbardus
- Taurin
- 879: Ayrard (erster Erzbischof)
- 917: Odilon
- 946: Bernard I.
- 975: Hydulphe
- 982: Odon
- 985: Garsias I.
- 988–1025: Otto
- 1025–1036: Garsie II. de Labarthe
- 1036–1042: Raymond I. Copa
- 1042–1068: Heiliger Austinde
- 1068–1096: Guillaume de Montaut
- 1096–1118: Raymond II. de Pardiac
- 1118–1126: Bernard II. de Sainte-Christie
- 1126–1170: Guillaume II. d’Andozile
- 1170–1191: Gérault de Labarthe
- 1192–1200: Bernard III. de Sédirac
- 1200–1214: Bernard IV. de Montaut
- 1214–1226: Garsie III. de Lhort
- 1226–1242: Amanieu I.
- 1244–1245: Hugues de Pardaillan (Haus Pardaillan)
- 1245–1261: Hispan de Massas
- 1261–1318: Amanieu II. d’Armagnac (Haus Lomagne)
- 1323–1356: Guillaume IV. de Flavacourt
- 1356–1371: Arnaud Aubert (Aubert (Familie))
- 1371–1375: Jean Roger de Beaufort (Haus Rogier de Beaufort)
- 1375–1381: Philippe d’Alençon
- 1381–1388: Pierre d’Anglade
- 1388–1391: Raymond Garsie de Bayonne
- 1391–1408: Pierre d’Anglade
- 1379 (24. Januar – 20. Mai): Jean de Cardaillac (Patriarch von Konstantinopel)
- 1379–1390: Jean Flandrin
- 1390–1408: Jean d’Armagnac (Haus Lomagne)
- 1408–1425: Bérenger Guillot
- 1425–1454: Philippe I. de Lévis (Haus Lévis)
- 1454–1462: Philippe II. de Lévis (Haus Lévis)
- 1463–1483: Jean de Lescun (Bruder des Marschalls Jean de Lescun)
- 1483–1490: Franz von Savoyen (auch Bischof von Genf) (später Kardinal)
- 1490–1507: Jean Kardinal de la Trémoille
- 1507–1538: François Guillaume Kardinal de Clermont-Lodève
- 1538–1551: François (II.) Kardinal de Tournon
- 1551–1563: Ippolito (II.) Kardinal d' Este
- 1563–1586: Luigi Kardinal d’Este
- 1590–1597: Henri de Savoie
- 1597–1629: Léonard de Trappes
- 1629–1661: Dominique de Vic
- 1662–1684: Henri de La Mothe-Houdancourt
- 1684: La Baume de Suze
- 1692–1705: La Baume de Suze
- 1705–1714: Augustin de Meaupou
- 1714–1725: Jacques Desmarets (Desmarets)
- 1726–1741: Melchior Kardinal de Polignac (Haus Chalençon)
- 1742–1775: Jean-François de Montilleit
- 1776–1783: Claude d’Apchon
- 1785–1802: Louis-Apolinaire de La Tour du Pin-Montauban
- 1791: Paul Benoît Barthe
- 1823–1828: Antoine de Morlhon
- 1828: Louis-François-Auguste de Rohan-Chabot (auch Erzbischof von Besançon)
- 1828–1839: Joachim-Jean-Xavier Kardinal d’Isoard
- 1840–1856: Nicolas Auguste de la Croix d’Azolette
- 1856–1861: Antoine de Salinis
- 1861–1871: François Augustin Delamare
- 1871–1886: Pierre Henri Gérault de Langalerie
- 1887–1895: Louis Joseph Jean Baptiste Léon Gouzot
- 1896–1905: Mathieu-Victor Balaïn
- 1906–1907: Émile-Christophe Enard
- 1907–1934: Ernest Ricard (auch Bischof von Angoulême)
- 1934–1955: Virgile Joseph Béguin
- 1955–1968: Henri Audrain
- 1968–1984: Maurice Mathieu Louis Rigaud
- 1985–1996: Gabriel Vanel
- 1996–2004: Maurice Fréchard
- 2004–2020: Maurice Gardès
- seit 2020: Bertrand Lacombe